# Ajin (manga)
Ajin (jap. 亜人) – manga autorstwa Gamona Sakuraia, publikowana na łamach magazynu „Good! Afternoon” wydawnictwa Kōdansha od lipca 2012 do lutego 2021. Na jej podstawie powstał 3-częściowy film anime wyprodukowany przez studio Polygon Pictures, a także serial anime, który emitowano w 2016 roku. Film live action na podstawie mangi miał premierę we wrześniu 2017.
W Polsce manga została wydana przez Studio JG, anime dostępne jest zaś w serwisie Netflix.

## Fabuła
17-letni Kei Nagai zostaje śmiertelnie ranny w wypadku drogowym, w wyniku czego odkrywa, że jest „ajinem”, nieśmiertelną istotą posiadającą ekstremalne zdolności regeneracyjne, które aktywują się po śmierci, pozwalając użytkownikowi wrócić do pełni zdrowia w zaledwie kilka sekund. Ajini mogą również tworzyć „czarne duchy”, wysoce niebezpieczne jednostki zorientowane na walkę, które są widoczne wyłącznie dla innych ajinów. Czarne duchy są odporne na obrażenia fizyczne, posiadają niezwykłą siłę fizyczną, a także ostre zęby i pazury. Wykazują się one różnym stopniem inteligencji, ale większość z nich jest całkowicie zależna od swoich panów, a inne, takie jak Kei, są bardziej niezależne i skłonne do podejmowania działań z własnej inicjatywy.
W konsekwencji ajini są uważani przez społeczeństwo za niebezpiecznych i nieludzkich, a większość z nich jest chwytana przez rządy pod pretekstem ochrony. W rzeczywistości jednak są wykorzystywani jako obiekty do okrutnych eksperymentów, ponieważ ich zdolność do całkowitego powrotu do zdrowia po śmiertelnych ranach zapewnia nieograniczone źródło organów i ciał do niebezpiecznych testów. W rezultacie Satō, uciekinier z rządowego aresztu, pragnie zemsty na władzach. Kei, który nie chce brać udziału w rodzącym się konflikcie ajin-człowiek, decyduje się zawrzeć porozumienie z agentami japońskiego rządu i w zamian za swoją wolność od rządowych eksperymentów, zobowiązuje się walczyć przeciwko Satō.

## Bohaterowie
- Kei Nagai (jap. 永井 圭 Nagai Kei)

Seiyū: Mamoru Miyano 
- Kaito (jap. 海斗)

Seiyū: Yoshimasa Hosoya 
- Kō Nakano (jap. 中野 攻 Nakano Kō)

Seiyū: Jun Fukuyama 
- Yū Tosaki (jap. 戸崎 優 Tosaki Yū)

Seiyū: Takahiro Sakurai 
- Izumi Shimomura (jap. 下村 泉 Shimomura Izumi) / Yōko Tainaka (jap. 田井中 陽子 Tainaka Yōko)

Seiyū: Mikako Komatsu 
- Sokabe (jap. 曽我部)

Seiyū: Kenichi Suzumura 
- Satō (jap. 佐藤) / Samuel T. Owen (jap. サミュエル・T・オーウェン Samyueru. T. Ouen)

Seiyū: Hōchū Ōtsuka 
- Kōji Tanaka (jap. 田中 功次 Tanaka Kōji)

Seiyū: Daisuke Hirakawa 
- Masumi Okuyama (jap. 奥山 真澄 Okuyama Masumi)

Seiyū: Hiroyuki Yoshino 
- Takeshi Kotobuki (jap. 琴吹 武 Kotobuki Takeshi)

Seiyū: Sōma Saitō 
- Eriko Nagai (jap. 永井 慧理子 Nagai Eriko)

Seiyū: Aya Suzaki 
- Ikuya Ogura (jap. オグラ・イクヤ Ogura Ikuya)

Seiyū: Hiroyuki Kinoshita 

## Manga
Manga Ajin została napisana i zilustrowana przez Gamona Sakuraia. Za scenariusz pierwszego tomu odpowiadał Tsuina Miura, jednakże jego nazwisko nie jest wymieniane w kolejnych tomach, a Gamon Sakurai od tamtego czasu sam tworzył mangę. Seria była publikowana w magazynie „Good! Afternoon” wydawnictwa Kōdansha od 6 lipca 2012 do 5 lutego 2021. Została zebrana w 17 tankōbonach, wydawanych między 7 marca 2013 a 7 maja 2021.
W Polsce manga została wydana nakładem wydawnictwa Studio JG.
| Nr | Język japoński      | Język japoński         | Język polski      | Język polski           |
| Nr | Data wydania        | ISBN                   | Data wydania      | ISBN                   |
| -- | ------------------- | ---------------------- | ----------------- | ---------------------- |
| 1  | 7 marca 2013        | ISBN 978-4-06-387868-4 | 4 maja 2016       | ISBN 978-83-8001-131-1 |
| 2  | 7 czerwca 2013      | ISBN 978-4-06-387902-5 | 15 lipca 2016     | ISBN 978-83-8001-143-4 |
| 3  | 7 listopada 2013    | ISBN 978-4-06-387934-6 | 28 września 2016  | ISBN 978-83-8001-157-1 |
| 4  | 7 maja 2014         | ISBN 978-4-06-387972-8 | 5 grudnia 2016    | ISBN 978-83-8001-166-3 |
| 5  | 7 listopada 2014    | ISBN 978-4-06-388007-6 | 3 lutego 2017     | ISBN 978-83-8001-183-0 |
| 6  | 5 czerwca 2015      | ISBN 978-4-06-388067-0 | 23 maja 2017      | ISBN 978-83-8001-201-1 |
| 7  | 6 listopada 2015    | ISBN 978-4-06-388098-4 | 27 września 2017  | ISBN 978-83-8001-235-6 |
| 8  | 6 maja 2016         | ISBN 978-4-06-388137-0 | 18 stycznia 2018  | ISBN 978-83-8001-264-6 |
| 9  | 7 października 2016 | ISBN 978-4-06-388189-9 | 26 marca 2018     | ISBN 978-83-8001-287-5 |
| 10 | 7 kwietnia 2017     | ISBN 978-4-06-388248-3 | 19 czerwca 2018   | ISBN 978-83-8001-322-3 |
| 11 | 7 września 2017     | ISBN 978-4-06-388285-8 | 26 września 2018  | ISBN 978-83-8001-346-9 |
| 12 | 7 maja 2018         | ISBN 978-4-06-511462-9 | 25 listopada 2018 | ISBN 978-83-8001-383-4 |
| 13 | 7 listopada 2018    | ISBN 978-4-06-513444-3 | 4 września 2019   | ISBN 978-83-8001-481-7 |
| 14 | 7 czerwca 2019      | ISBN 978-4-06-516045-9 | 4 maja 2020       | ISBN 978-83-8001-550-0 |
| 15 | 7 listopada 2019    | ISBN 978-4-06-517509-5 | 31 stycznia 2021  | ISBN 978-83-8001-697-2 |
| 16 | 7 maja 2020         | ISBN 978-4-06-519476-8 | 22 lipca 2021     | ISBN 978-83-8001-773-3 |
| 17 | 7 maja 2021         | ISBN 978-4-06-522989-7 | 17 stycznia 2022  | ISBN 978-83-8001-809-9 |

## Anime

### Filmy
Plany zaadaptowania mangi na trylogię filmów anime zostały ogłoszone w czerwcu 2015. Zostały wyreżyserowane przez Hiroakiego Andō na podstawie scenariusza Hiroshiego Seko, z kolei za animację odpowiadało studio Polygon Pictures. Pierwszy film, zatytułowany Ajin: Shōdō, zadebiutował w Japonii 27 listopada 2015. Premiera drugiego filmu, zatytułowanego Ajin: Shōtotsu, odbyła się 6 maja 2016, natomiast trzeci i ostatni film, zatytułowany Ajin: Shōgeki, został wydany 23 września 2016.

### Serial telewizyjny
Serial telewizyjny, będący ponownym przedstawieniem wydarzeń ukazanych w filmach, został wyprodukowany zespół produkcyjny odpowiedzialny za trylogię filmową. 13-odcinkowe anime było emitowane od 16 stycznia do 9 kwietnia 2016 w stacjach MBS, TBS, CBC i BS-TBS. Od 12 kwietnia 2016 seria jest dostępna także w serwisie Netflix. 6 maja 2016 wydano odcinek OVA, który został dołączony do limitowanej edycji 8. tomu mangi. Kolejna OVA została dołączona do 9. tomu, który został wydany 7 października 2016. Trzecia OVA była dołączana wraz 10. tomem, który wydano 7 kwietnia 2017.
Drugi sezon był emitowany od 8 października do 24 grudnia 2016, w serwisie Netflix jest zaś dostępny od 27 grudnia tego samego roku.

#### Ścieżka dźwiękowa
| Nr             | Tytuł                   | Wykonawcy         | Źródło   |
| Czołówka       | Czołówka                | Czołówka          | Czołówka |
| -------------- | ----------------------- | ----------------- | -------- |
| 1              | „Yoru wa nemureru kai?” | flumpool          | [ 56 ]   |
| 2              | „Boku wa boku de atte”  | angela x fripside | [ 57 ]   |
| Napisy końcowe |                         |                   |          |
| 1              | „How Close You Are”     | Mamoru Miyano     | [ 46 ]   |
| 2              | „The end of escape”     | fripSide x angela | [ 58 ]   |

#### Lista odcinków

##### Sezon 1
| №  | #  | Tytuł | Premiera         |
| -- | -- | --- | ---------------- |
| 1  | 1  | Co mamy z tym wspólnego? Bokura ni wa kankeinai hanashi (僕らには関係ない話)                                                                                              | 16 stycznia 2016 |
| 2  | 2  | Dlaczego to się dzieje? Dlaczego ja… Nande kon’na kotoni natta nda. Boku wa warukunainoni (何でこんなことになったんだ。僕は悪くないのに)                                  | 23 stycznia 2016 |
| 3  | 3  | Może to już koniec? Mō Dame janai ka na? (もうダメじゃないかな?) | 30 stycznia 2016 |
| 4  | 4  | Widziałeś czarnego ducha? Kimi wa kuroi yūrei o mita koto ga aruka? (君は黒い幽霊を見たことがあるか?)                                                                     | 6 lutego 2016    |
| 5  | 5  | W ostatecznym rozrachunku i tak chcesz, żeby ci pomogli… Najgorszy z ciebie śmieć… Iza to nattara tasuke o motomeru saitei na kuzu (いざとなったら助けを求める最低なクズ) | 13 lutego 2016   |
| 6  | 6  | Ciebie też zabiję Kimi mo buchikoroshite yaru (君もブチ殺してやる) | 20 lutego 2016   |
| 7  | 7  | Przysięgam, że wszystko zatuszuję Soshite kanarazu inpei suru (そして必ず隠蔽する)                                                                                        | 27 lutego 2016   |
| 8  | 8  | Przygotujcie się Shōgeki ni sonaero (衝戟に備えろ) | 5 marca 2016     |
| 9  | 9  | Czekaj, porozmawiajmy Mate, mōichido hanashiaō (待て、もう一度話し合おう)                                                                                                 | 12 marca 2016    |
| 10 | 10 | Zaczynają się rozkładać zaraz po stworzeniu Hassei to dōji ni hōkai ga hajimatte iru (発生と同時に崩壊が始まっている)                                                     | 19 marca 2016    |
| 11 | 11 | Przedstawienie czas zacząć Sā, shōtaimuda (さあ、ショウタイムだ) | 26 marca 2016    |
| 12 | 12 | Wykończyliście mnie Iyaa, tsukareta ne (いやあ、疲れたね) | 2 kwietnia 2016  |
| 13 | 13 | Sato, to wszystko twoja wina! Satō-san, anta no sei de mechakuchada (佐藤さん、あんたのせいでメチャクチャだ)                                                              | 9 kwietnia 2016  |

##### Sezon 2
| №  | #  | Tytuł | Premiera             |
| -- | -- | --- | -------------------- |
| 14 | 1  | Zaczynam mieć tego dość Nanka mendokusaku natte kita (なんかめんどくさくなってきた)                                        | 8 października 2016  |
| 15 | 2  | Jestem otoczony przez idiotów Doitsu mo koitsu mo baka bakkari da (どいつもこいつもバカばっかりだ)                         | 15 października 2016 |
| 16 | 3  | Ale zawsze się boję Ore wa itsu datte kowai (俺はいつだって怖い)                                                           | 22 października 2016 |
| 17 | 4  | Niedobrze się robi Hedo ga demasu ne (反吐が出ますね)                                                                      | 29 października 2016 |
| 18 | 5  | Kuro, proszę... Kuro-chan, onegai (クロちゃん、お願い)                                                                     | 5 listopada 2016     |
| 19 | 6  | Niełatwo żyć na smyczy Kaiinu wa taihenda na (飼い犬は大変だな)                                                            | 12 listopada 2016    |
| 20 | 7  | Kuro, jeszcze jeden raz, proszę! Kuro-chan, mōichido dake (クロちゃん、もう一度だけ)                                       | 19 listopada 2016    |
| 21 | 8  | W tym kraju zrobi się nieco niespokojnie Kono kuni chotto taihen na koto ni naru kara (この国ちょっと大変なことになるから) | 26 listopada 2016    |
| 22 | 9  | To Ty nie dajesz mi żyć! Jama shiteru no wa anta no hō daro (邪魔してるのはあんたの方だろ)                                 | 3 grudnia 2016       |
| 23 | 10 | Nie zrobię tego Boku wa yarimasen yo (僕はやりませんよ)                                                                    | 10 grudnia 2016      |
| 24 | 11 | Teraz naprawdę może dojść do wojny Kore ja honto ni sensou ja nai suka (これじゃホントに戦争じゃないすか)                  | 17 grudnia 2016      |
| 25 | 12 | Ale dzięki temu jest ciekawiej Demo mā, omoshiro-sōdakara īkedo ne (でもまあ、面白そうだからいいけどね)                    | 17 grudnia 2016      |
| 26 | 13 | Ja też Ci coś obiecam Boku mo yakusoku shimasu yo, Satō-san (僕も約束しますよ、佐藤さん)                                   | 24 grudnia 2016      |

## Film live action
Powstanie filmu live action na podstawie mangi zapowiedziano w listopadzie 2016. Za reżyserię odpowiadał Katsuyuki Motohiro, w roli głównej wystąpił zaś Takeru Satō. Sceny akcji zostały zaplanowane przez zespół odpowiedzialny za filmy z serii Rurōni Kenshin, w których również wystąpił Satō. Premiera odbyła się 30 września 2017.

### Obsada
Opracowano na podstawie źródła.
- Takeru Satō – Kei Nagai
- Tetsuji Tamayama – Yū Tosaki
- Rina Kawaei – Izumi Shimomura
- Gō Ayano – Satō
- Yū Shirota – Kōji Tanaka
- Yūdai Chiba – Masumi Okuyama
- Minami Hamabe – Eriko Nagai